# William Joseph Burns
William Joseph Burns (Fort Bragg, Carolina del Norte, 11 de abril de 1956) es un diplomático estadounidense que fue director de la Agencia Central de Inteligencia en la administración Biden desde el 19 de marzo de 2021 hasta el 20 de enero de 2025. Anteriormente se desempeñó como subsecretario de Estado de los Estados Unidos de 2011 a 2014, y en 2009 se desempeñó como secretario de Estado interino antes de la confirmación del Senado de Hillary Clinton. Se retiró del Servicio Exterior de los Estados Unidos en 2014 después de una carrera diplomática de 32 años. De 2014 a 2021, se desempeñó como presidente del Fondo Carnegie para la Paz Internacional.
Burns se desempeñó anteriormente como embajador de los Estados Unidos en Jordania de 1998 a 2001, subsecretario de Estado para Asuntos del Cercano Oriente de 2001 a 2005, embajador de los Estados Unidos en la Federación Rusa de 2005 a 2008 y subsecretario de Estado para Asuntos Políticos de 2008 a 2011.
En enero de 2021, el presidente Joe Biden nominó a Burns como director de la CIA. Fue confirmado por unanimidad por voto de voz el 18 de marzo de 2021, juramentado oficialmente como director el 19 de marzo de 2021 y juramentado ceremonialmente por la vicepresidenta Kamala Harris el 23 de marzo de 2021.

## Primeros años y educación
Burns nació en Fort Bragg, Carolina del Norte, en 1956. Es hijo de Peggy Cassady y William F. Burns, quien fue General Mayor del Ejército de los Estados Unidos, Subsecretario de Estado Adjunto para el Control de Armas, Oficina de Asuntos Político-Militares, Director de la Agencia de Desarme y Control de Armas de los Estados Unidos en 1988–1989 en la administración de Ronald Reagan, y el primer enviado especial de Estados Unidos a las negociaciones de desnuclearización con países exsoviéticos bajo la legislación patrocinada por los senadores Sam Nunn y Richard Lugar.
Obtuvo un B.A. en historia por la Universidad La Salle de Pensilvania y un MPhil, MRes en relaciones internacionales por el St John's College de Oxford, donde estudió como becario Marshall.
Mientras estaba en Oxford, Burns también fue miembro del equipo de baloncesto masculino.

## Carrera

### Servicio exterior
Burns ingresó al Servicio Exterior en 1982 y se desempeñó como Subsecretario de Estado de 2011 a 2014. Se desempeñó como subsecretario de asuntos políticos de 2008 a 2011. Fue embajador en Rusia de 2005 a 2008, subsecretario de Estado para Oriente Próximo de 2001 a 2005 y embajador en Jordania de 1998 a 2001. También fue secretario ejecutivo del Departamento de Estado y asistente especial de los secretarios Warren Christopher y Madeleine Albright, ministro consejero de asuntos políticos en la Embajada de Estados Unidos en Moscú, en calidad de director y subdirector principal del Personal de Planificación de Políticas del Departamento de Estado, y Asistente Especial del Presidente y director principal para asuntos del Cercano Oriente y Asia Meridional en el Consejo de Seguridad Nacional de los Estados Unidos.
En 1995, mientras se desempeñaba como consejero de asuntos políticos en la Embajada de los Estados Unidos en Moscú, escribió que "la hostilidad hacia la expansión temprana de la OTAN se siente casi universalmente en todo el espectro político interno aquí".
En 2008, Burns fue nominado por el presidente George W. Bush y confirmado por el Senado como Embajador de Carrera, el rango más alto en el Servicio Exterior de los Estados Unidos, equivalente a un oficial general de cuatro estrellas en las Fuerzas Armadas de los Estados Unidos. Las promociones al rango son raras.
En 2008, Burns le escribió a la secretaria de Estado Condoleezza Rice: "La entrada de Ucrania en la OTAN es la más brillante de todas las líneas rojas para la élite rusa (no solo para Putin). En más de dos años y medio de conversaciones con actores rusos clave, desde políticos en los oscuros rincones del Kremlin a los críticos liberales más agudos de Putin, todavía tengo que encontrar a alguien que vea a Ucrania en la OTAN como algo más que un desafío directo a los intereses rusos".
Un cable que Burns firmó como embajador en Rusia en agosto de 2006, publicado por WikiLeaks, proporcionó un relato detallado de un testigo presencial de la lujosa boda organizada en Majachkalá por el miembro de la Duma Estatal rusa y jefe de la Daguestán Oil Company Gadzhi Makhachev para su hijo. La boda duró dos días y sus asistentes incluyeron a Ramzán Kadírov de Chechenia. Un coronel del SFS sentado junto a los autores del cable intentó agregar "coñac" a su vino hasta que un general del SFS le dijo que se detuviera. En 2015, Burns le dijo a Gideon Rachman del Financial Times que el cable había sido "escrito en gran parte por sus colegas", y Rachman comentó que el telegrama se había ganado la reputación de "un clásico menor de la escritura cómica, su tono no es lo que uno cabría esperar de un cable diplomático". En junio de 2013, Andrew Kuchins comentó sobre el período de Burns en Moscú: "Fue un período en el que la relación se estaba deteriorando de manera muy significativa, pero las autoridades rusas lo respetaban personalmente como un diplomático profesional consumado".
En 2013, Burns y Jake Sullivan dirigieron el canal bilateral secreto con Irán que condujo al acuerdo provisional entre Irán y el P5+1 y, en última instancia, al acuerdo nuclear con Irán. Se informó que Burns estaba "en el asiento del conductor" del equipo de negociación estadounidense para el acuerdo interino. Burns se había reunido en secreto con funcionarios iraníes ya en 2008, cuando el presidente George W. Bush lo envió.
En un artículo publicado en The Atlantic en abril de 2013, Nicholas Kralev lo elogió como el "arma diplomática secreta" desplegada contra "algunos de los desafíos de política exterior más espinosos de los Estados Unidos".
Burns se retiró del Servicio Exterior en 2014 y luego se convirtió en presidente del Fondo Carnegie para la Paz Internacional.
En noviembre de 2020, cuando la prensa citaba el nombre de Burns como uno de varios posibles candidatos a ser nominados por Joe Biden para secretario de Estado, las fuentes del Kommersant en Rusia "en las estructuras estatales" de la Federación Rusa acordaron que su candidatura sería "el más ventajoso para Moscú de los cinco citados" en los medios.

### Director de la CIA

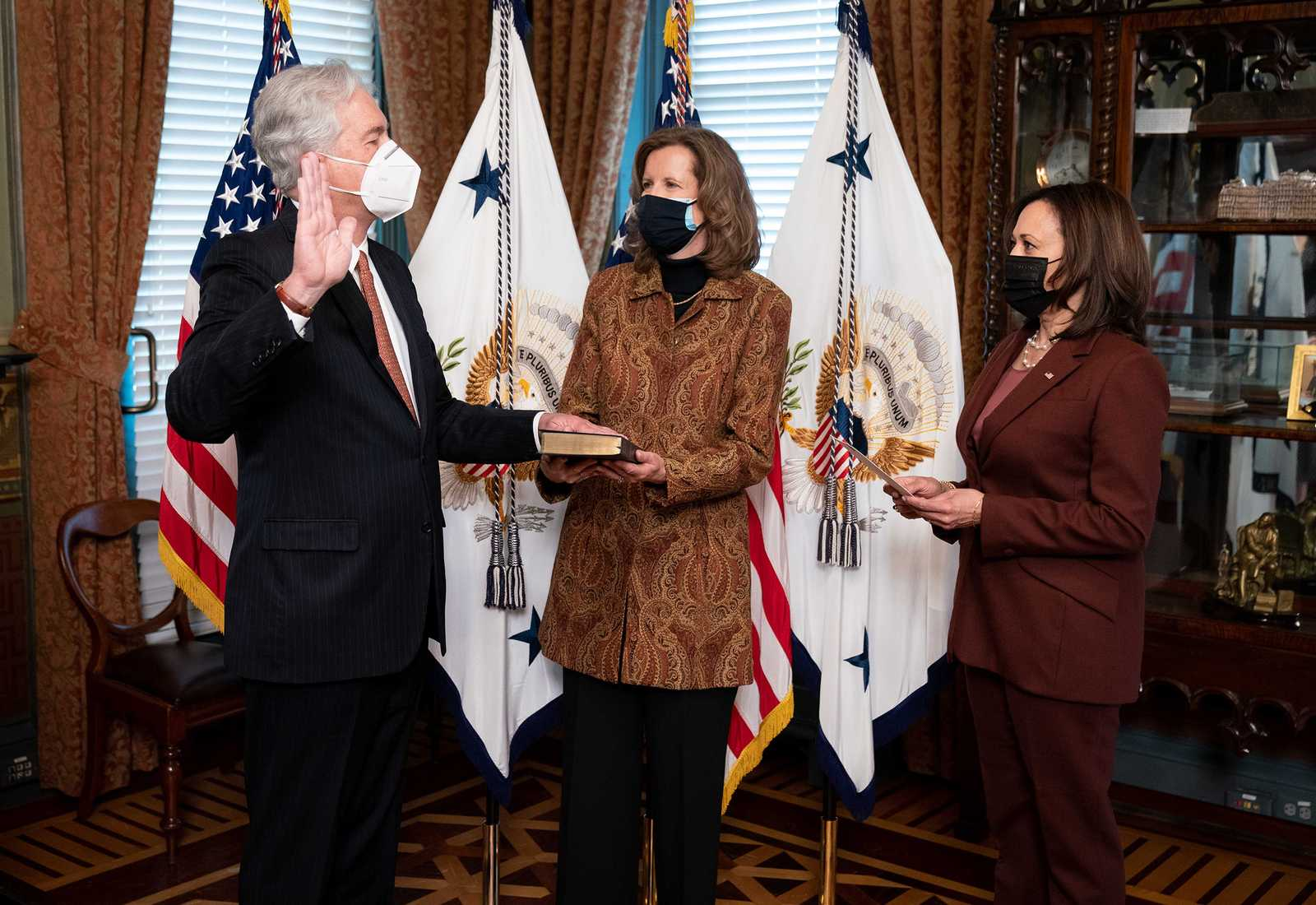
William Joseph Burns juramentado como director de la CIA por Kamala Harris.

El 11 de enero de 2021, Joe Biden anunció que planeaba nominar a Burns como director de la Agencia Central de Inteligencia y dijo que Burns compartía su creencia de que "la inteligencia debe ser apolítica y que los dedicados profesionales de inteligencia que sirven a nuestra nación merecen nuestra gratitud y respeto".
El 24 de febrero, su nominación fue bien recibida en la audiencia de confirmación en el Senado. El 2 de marzo, el Comité de Inteligencia del Senado aprobó por unanimidad la nominación de Burns, preparándolo para una votación final en el pleno. El 18 de marzo, Burns fue confirmado para el puesto con consentimiento unánime después de que el senador Ted Cruz (R-TX) retirara su bloqueo de la nominación. Prestó juramento oficial como director de la Agencia Central de Inteligencia el 19 de marzo, con una ceremonia realizada por la vicepresidenta Kamala Harris el 23 de marzo de 2021.
En su audiencia de confirmación ante el Senado, Burns dijo que "un liderazgo chino adversario y depredador plantea nuestra mayor prueba geopolítica". Dijo que China estaba trabajando para "fortalecer metódicamente sus capacidades para robar propiedad intelectual, reprimir a su propio pueblo, intimidar a sus vecinos, expandir su alcance global y construir influencia en la sociedad estadounidense".

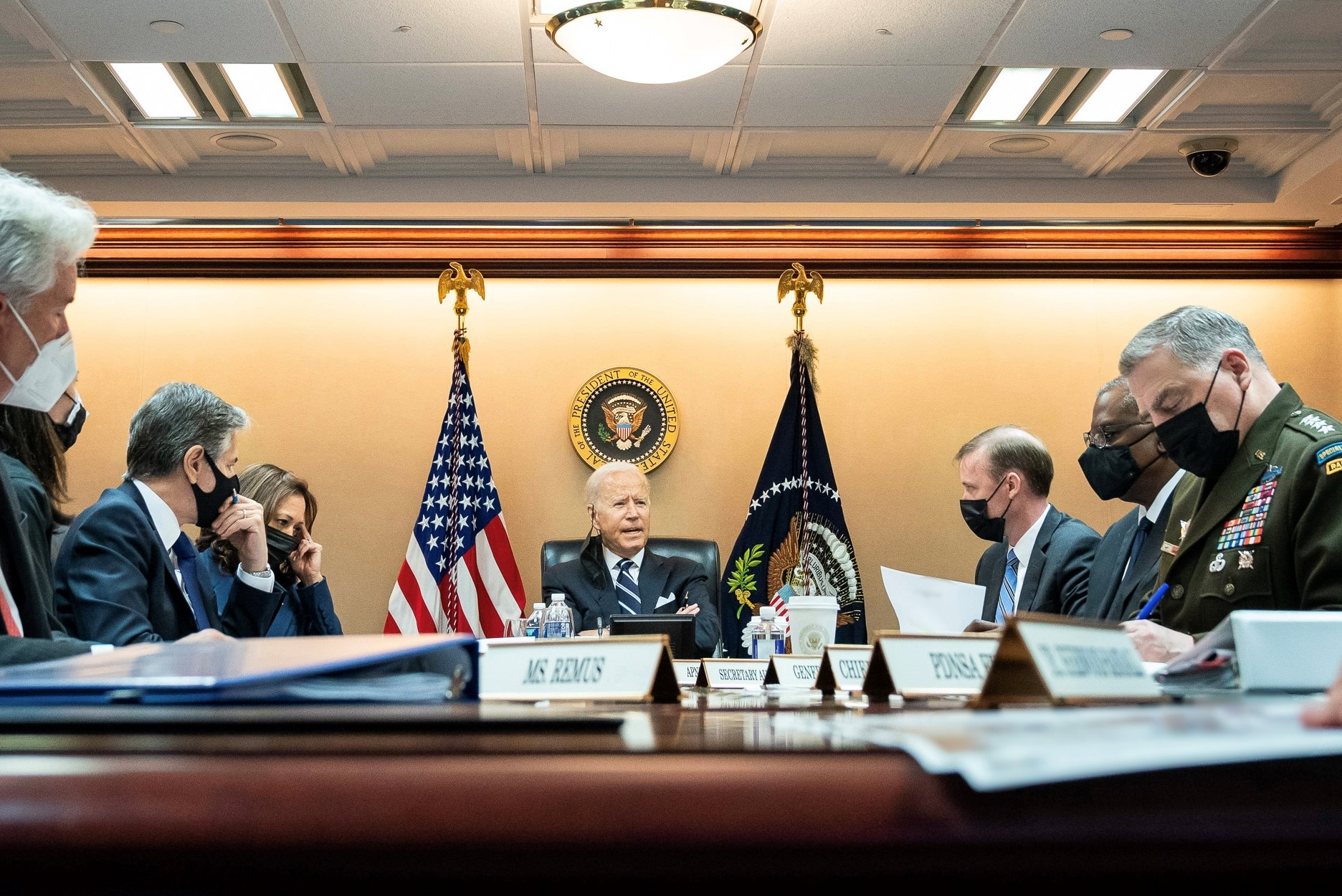
Burns en junta con el presidente Joe Biden, Harris y el equipo de seguridad nacional de Estados Unidos, 18 de agosto de 2021.

En abril de 2021, Biden anunció su intención de retirar todas las tropas estadounidenses regulares de Afganistán para septiembre de 2021. Burns le dijo al Comité de Inteligencia del Senado de Estados Unidos el 14 de abril de 2021 que "existe un riesgo significativo una vez que las Fuerzas Armadas de Estados Unidos y las fuerzas armadas de la coalición se retiren", pero agregó que Estados Unidos retendría "un conjunto de capacidades".
El 23 de agosto de 2021, Burns tuvo una reunión secreta en Kabul con el líder talibán Abdul Ghani Baradar, quien regresó a Afganistán desde el exilio en Catar, para discutir la fecha límite del 31 de agosto para la retirada militar estadounidense de Afganistán.
A principios de noviembre de 2021, Burns voló a Moscú y notificó a Nikolái Pátrushev, el secretario del consejo de seguridad de Putin, que Estados Unidos creía que Putin estaba considerando una invasión a gran escala de Ucrania. Burns advirtió que si Putin seguía por este camino, Occidente respondería con graves consecuencias para Rusia. John Sullivan, en ese momento embajador de Estados Unidos en Rusia, contó que Pátrushev no se dejó intimidar, "sumamente confiado". A su regreso a Washington, Burns le informó a Biden que Putin casi había tomado la decisión de apoderarse de Ucrania, le dijo Burns, y que los rusos tenían absoluta confianza en que la victoria llegaría rápidamente.
El 31 de marzo de 2022, Burns dio positivo por COVID-19, un día después de reunirse con el presidente Biden durante una reunión socialmente distanciada en la Casa Blanca mientras usaba una mascarilla N95.
En abril de 2022, Burns advirtió que la "desesperación" de Vladímir Putin por los fracasos de Rusia en Ucrania podría resultar en el uso de armas nucleares tácticas o "armas nucleares de bajo rendimiento". Ese mismo mes, Burns viajó a Arabia Saudita para reunirse con el príncipe heredero saudí, pidiéndole que aumente la producción de petróleo del país. También discutieron las compras de armas saudíes a China.

## Publicaciones
Sus memorias, The Back Channel: una memoria de la diplomacia estadounidense y el caso para su renovación, fueron publicadas por Random House en 2019. Se publicaron junto con un archivo de casi 100 cables diplomáticos desclasificados. Los académicos de Relaciones Internacionales que revisaron el libro hicieron críticas en su mayoría positivos.
La disertación de Burns se publicó en 1985 como Ayuda económica y política estadounidense hacia Egipto, 1955-1981.

## Vida privada
Burns está casado con Lisa Carty, exdiplomática y actual alta funcionaria de la OCAH de la ONU, y tiene dos hijas. Habla inglés, francés, ruso y árabe.

### Reuniones con Jeffrey Epstein
En 2023, el Wall Street Journal informó que Burns tuvo tres reuniones programadas con Jeffrey Epstein en 2014. En ese momento, Burns era subsecretario de Estado y Epstein ya se había declarado culpable del cargo de prostituir a una niña menor de 18 años.